# Cathedral Church of St. John (Albuquerque)

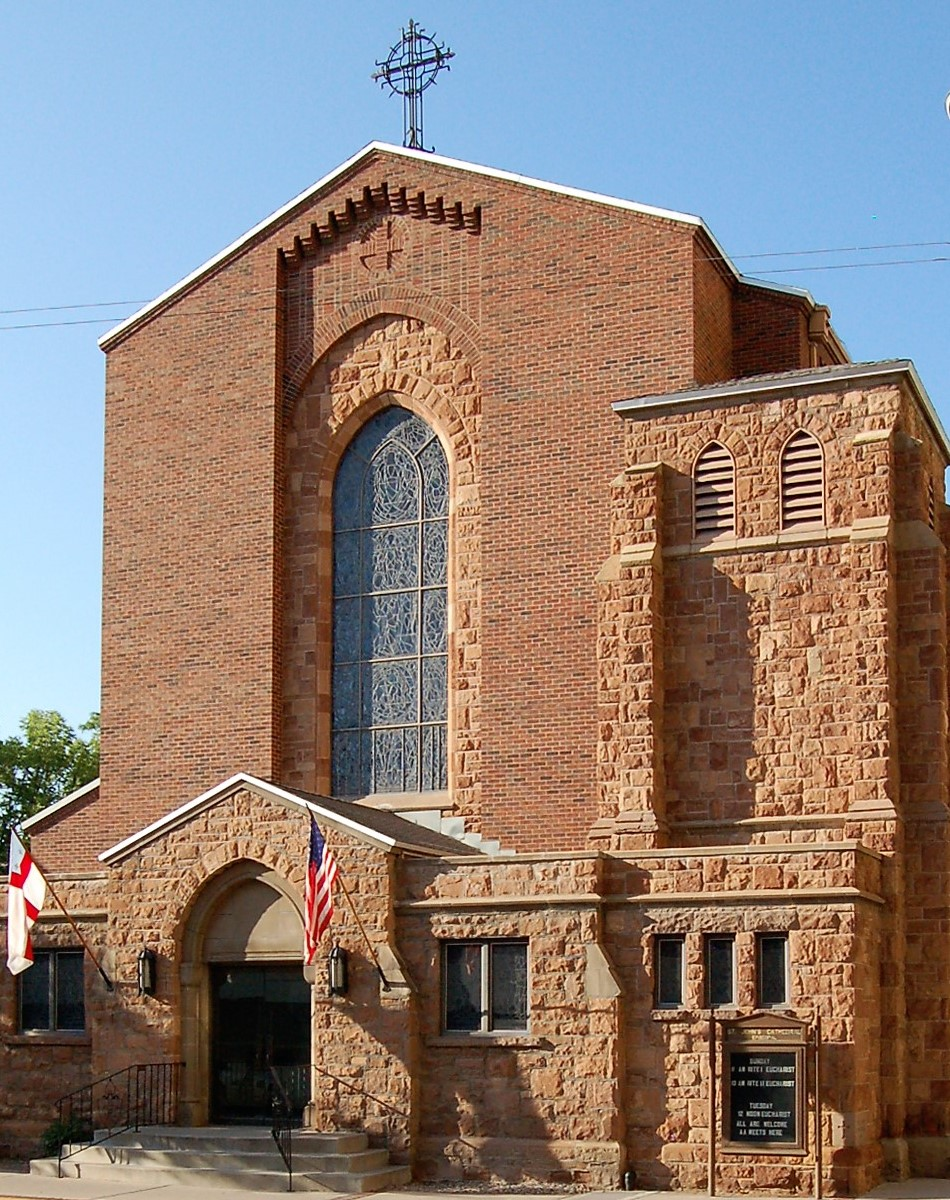
Die Cathedral Church of St. John in Albuquerque

Die Cathedral Church of St. John ist eine episkopale Kathedrale in Albuquerque (Bernalillo County) im US-Bundesstaat New Mexico in den Vereinigten Staaten. Das Bauwerk wurde 2018 im National Register of Historic Places als historisches Denkmal aufgenommen.

## Geschichte
Die episkopale Kirchengemeinde von St. John wurde zu Beginn der 1880er Jahre gegründet. Die 1882 eingeweihte Pfarrkirche wurde im Jahr 1920 zur Kathedrale der Diözese Rio Grande erhoben. 1930 wurde durch den aus Albuquerque  stammenden Architekten John Gaw Meem das sogenannten Cathedral House mit Verwaltungsbüros für die Diözese und Räumen für die Pfarrei errichtet. Der Auftrag umfasste auch einen kreuzgangsartigen Mittelbau, der das Cathedral House und die ursprüngliche Kirche verbinden sollte. Dieser Kreuzgang blieb erhalten, als die ursprüngliche Kirche St. John 1951 abgerissen und eine neue, größere Kathedrale nach einem Entwurf von Meem in neugotischen Formen an derselben Stelle unter Verwendung einiger Buntglas- und Steinelemente der alten Kirche errichtet wurde. Die ersten Gottesdienste im neuen Gotteshaus fanden 1952 statt.
Der Kathedrale gliedert sich in einen Narthex, ein basilikales sechsjochiges Langhaus mit einem breiten Mittelschiff, das den Eindruck einer großen Saalkirche erweckt, einen gerade geschlossenen Chorraum und eine Seitenkapelle. Das Kirchenschiff bietet Platz für sechshundert Besucher und ist mit einer Holzkassettendecke überwölbt. Die Decke wird gestützt durch die Obergadenwände, die auf Arkaden ruhen, die von achteckigen Säulen getragen werden. Die Arkaden öffnen sich zu den Seitenschiffen. Der Altarraum ist um zwei Stufen zum Kirchenschiff erhöht, das durch 57 Buntglasfenster beleuchtet wird. Die Buntglasfenster wurden zwischen 1951 und 1970 in Auftrag gegeben. Die Seitenkapelle an der südwestlichen Ecke des Kirchenschiffs ist mit einem Pultdach gedeckt und wird vom Altarraum durch einen Holzschirm abgetrennt. Die Kapelle ist mit den Buntglasfenstern der ursprüngliche Kirche St. John ausgestattet. Im Fenster über dem Altar ist eine Darstellung des Evangelisten Johannes aus dem Jahr 1925 zu sehen. Das älteste Fenster, das Fenster der Seligpreisungen, stammt aus der Zeit der Fertigstellung der alten Kirche aus dem Jahr 1882. Die Kapelle bietet Platz für fünfzig Gemeindemitglieder. Wegen des demographischen Wandels haben viele Kirchengemeinden ihre Standorte in der Innenstadt von Albuquerque verlassen. Die episkopale Kirche hat sich bewusst entschieden, ihre Arbeit dort am historischen Standort fortzusetzen. Das Kirchengebäude diente 2015 sowie 2018 als Drehort der TV-Serie Better Call Saul.